# مدينة الملك عبد الله الرياضية (بريدة)
مدينة الملك عبد الله الرياضية مجمع رياضي يقع في مدينة بريدة في منطقة القصيم تم افتتاحها عام 1983. يمثل المجمع مدينة رياضية متكاملة مساحتها الإجمالية 160.000 متر مربع ومدرجاته تتسع لحوالي 34 ألف متفرج وأبرز الفرق التيّ يحتضن الملعب مبارياته هما نادي الرائد ونادي التعاون.

## تحتوي المدينة على المباني التالية
- مبنى الإدارة مكون من دورين يتوسط المدخل للمدينة خاص بمكتب الهيئة العامة للرياضة وشؤون الأندية
- مبنى بيت الشباب مكون من ثلاث ادوار الدور الأرضي إداري والأول والثاني لاستقبال الضيوف والمعسكرات يتسع لحوالي 180 شخص عبارة عن 22 غرفة مزدوجة و22 غرفة جماعية
- المطعم يتسع لحوالي 300 شخص ومجهز بكافة المعدات الحديثة
- مبنى الهوايات يحتوي على مكتبة وقاعة للحكام وغرف تدريب وألعاب التنس والبلياردو.
- المسرح يجمع بين الأنشطة الثقافية والندوات الثقافية والعلمية والاجتماعية ويتسع لحوالي 580 مقعد[2]

### تحتوي المدينة أيضا على الملاعب التالية
- ملعب كرة قدم رئيسي: سعته 30,000 مقعد، وسعة المنصة 180 مقعد

وقد استضاف الملعب العديد من المباريات التي تقام في جميع المسابقات الكروية وأشهرها لقاءات الديربي القصيمي بين الرائد والتعاون
كذلك احتضن الملعب العديد من الدوريات التأهلية في جميع المنافسات والدرجات
وأيضاً على مجال التصفيات الآسيوية للمنتخبات أقيمت عليه تصفيات كأس آسيا لعام 1993
بمشاركات منتخبات السعودية وسوريا وهونج هونج وبنجلادش
وأيضًا أقيم عليه معسكر للمنتخب السعودي للفريق الأول والشباب
وكذلك منافسات البطولة الخليجية 29 للأندية بمشاركة نادي الرائد
أيضًا لقاء ودي بين نادي التعاون ومنتخب كوريا ج
- ملعب رديف.
- الصالة المغلقة: يتم فيها ممارسة الأنشطة كاليد والسلة والطائرة وألعاب جماعية أخرى تتسع لحوالي 1117 شخص تقريبا.
- صالة الرعاية الطبية يوجد بها صالة حديد مزودة بالسونا وأجهزة اللياقة البدنية.
- المسبح: يصنف من ضمن المسابح الدولية 50م*25م ثمان حارات يتسع لحوالي 4000 مقعد.